# Bernadette Szőcs
Bernadette-Cynthia Szőcs surnommée "Bernie", (née le 5 mars 1995) est une pongiste professionnelle roumaine.
Son jeu est caractérisé par une forte rotation. Elle s'appuie également sur un service marteau très efficace car difficilement lisible. Ces caractéristiques lui valent parfois le surnom de "Tricksy Pixie of Romania"[réf. nécessaire] (allusion au personnage de Tricksy, petite fée rusée, dans la série d'animation Starbeam).
Son principal sponsor est l'équipementier allemand de tennis de table Tibhar.

## Carrière

### 2011: débuts en grands championnats et première médaille
Elle participe à ses premiers championnats du monde en mai à Rotterdam où elle s'incline au premier tour face à la pongiste singapourienne Feng Tianwei (2-4).
En compagnie de Camelia Postoaca, elles sont éliminées en 32èmes de finale du double dames, et atteint les seizièmes de finale du double mixte avec son compatriote Ovidiu Ionescu.
En octobre 2011, aux championnats d'Europe, en Pologne, elle atteint la finale par équipe où la Roumanie s'incline contre les Pays-Bas (0-3) et obtient donc sa première médaille européenne chez les professionnelles.

### 2012: podium européen en double mixte
L'année suivante aux championnats d'Europe à Herning, en simple, Bernadette Szőcs perd en seizièmes de finale face à l'Allemande Wu Jiaduo puis avec Camelia Postoaca, elles s'inclinent en huitièmes de finale du double dames face à la paire française Li Xue - Xian Yifang (1-3).
Aux championnats d'Europe de double mixte organisés à Buzău, en Roumanie, elle remporte la médaille de bronze associée de nouveau à Ovidiu Ionescu.

### 2013: nouvelle finale européenne par équipe
Lors des championnats du monde de 2013 à Paris, elle est éliminée dès le premier tour en double dames et double mixte.
Aux championnats d'Europe à Schwechat, en octobre, elle atteint les huitièmes de finale en individuel puis les quarts de finale avec sa compatriote Cristina Hirici en double dames. Elle obtient sa deuxième médaille d'argent par équipe avec la Roumanie en s'inclinant en finale contre l'Allemagne (1-3).
Elle participe en fin d'année aux Championnats du Monde Juniors à Rabat et atteint les quarts de finale	battue par	la pongiste chinoise Liu Gaoyang (0-4)

### 2014: année de transition
Bernadette Szőcs s'incline avec la Roumanie en quarts de finale du championnat du monde  par équipes 2014 contre Singapour.

### 2015: troisième médaille européenne par équipe
Aux championnats du monde 2015 à Suzhou, elle élimine la colombienne Angie Umbacia (4-0) au premier tour, mais doit s'incliner face à Liu Shiwen en 32èmes de finale (0-4).
En parallèle, elle est éliminée au premier tour du double dames et du double mixte.
Lors des championnats d'Europe à Iekaterinbourg en septembre, elle atteint les seizièmes de finale en simple, battue par l'autrichienne Liu Jia.
Par équipe, la Roumanie domine la Pologne et l'Ukraine avant de s'incliner en finale contre l'Allemagne (0-3), permettant à "Bernie" de remporter une troisième  médaille d'argent européenne par équipe.

### 2016: premiers Jeux Olympiques
Bernadette ne parvient pas à se qualifier en individuel lors des qualifications pour les Jeux olympiques d'été de 2016 à Rio de Janeiro Elle participe néanmoins à la compétition par équipes où la Roumanie est éliminée dès le premier tour par la Corée du Sud (2-3).
Au mois d'octobre suivant elle perd, en individuel, au premier tour des championnats d'Europe de 2016 à Budapest, contre l'espagnole Maria Xiao (2-4).
Associée à Camelia Iacob, elle s'incline en huitièmes de finale du double dames mais remporte une nouvelle médaille de bronze en double mixte avec Ovidiu Ionescu.

### 2017: premier titre européen par équipe
En février elle participe au Top 16 européen, à Antibes, compétition qui réunit les seize meilleures pongistes européennes du moment. Après 2 victoires et 1 défaite (contre la future lauréate de l'épreuve Jie Li), la roumaine finit première de son groupe mais doit s'incliner (2-4) contre l'allemande Petrissa Solja en quarts de finale.
Lors des championnats du monde à Düsseldorf, elle s'impose au 1er tour face à Liu Yu-Hsin avant de perdre au tour suivant contre la pongiste autrichienne Liu Jia. Elle atteint les seizièmes de finale en double dames et double mixte.
En septembre, aux Championnats d'Europe à Luxembourg, la Roumanie s'impose en finale par équipe face à l'Allemagne (3-1) permettant à "Bernie" d'obtenir son premier titre européen collectif de sa carrière. Elle remporte chacun des trois matchs qu'elle dispute pour son équipe.
En fin d'année lors de la toute nouvelle compétition du T2 Asia-Pacific, renommée depuis T2 Diamond, elle remporte l'épreuve individuelle en battant Liu Fei en demi-finale (3-2) puis Feng Tianwei en finale (5-3).

### 2018: victoire au top 16 européen
Début février, "Bernie" remporte le premier grand titre individuel de sa carrière, en s'imposant lors du Top 16 européen à Montreux. La roumaine survole la compétition. Elle se défait successivement de Tetyana Bilenko, Georgina Póta et Matilda Ekholm sur le même score de (4-0) avant de l'emporter en finale contre la lauréate de l'année passée Jie Li. Bernie s'impose contre la néerlandaise 4 manches à 1 (12-10, 8-11, 11-6, 11-5, 11-7).
Elle participe aux ensuite aux Championnats du monde par équipes à Halmstad où la Roumanie s'incline en quarts de finale (0-3) face à Hong Kong.
En septembre, elle atteint les quarts de finale du Championnats d'Europe à Alicante en disposant successivement de Li Fen, Laura Gasnier et Nina Mittelham mais ne pourra rien contre l'autrichienne Li Qiangbing.
Elle atteint également ce même stade des quarts de finale en double dames (avec Elizabeta Samara) et en double mixte (avec Ovidiu Ionescu).

### 2019: deuxième couronne européenne par équipes
Début février, elle atteint de nouveau la finale du Top 16 européen de Montreux mais s'incline de justesse en finale contre l'allemande Petrissa Solja (3-4).
Lors des Championnats du monde de Budapest elle est battue en seizièmes de finale par la pongiste hongkongaise Minnie Soo Wai Yam.
Elle atteint les huitièmes de finale en double dames et double mixte associée respectivement à ses compatriotes Elizabeta Samara et Ovidiu Ionescu.
En juin, elle participe aux Jeux européens à Minsk. Si elle doit s'incliner en individuel contre Ni Xia Lian en huitièmes de finale, elle obtient en revanche la médaille d'argent par équipes et en double mixte (avec Ovidiu Ionescu), battue les deux fois par des équipes allemandes.
Aux Championnats d'Europe par équipes disputés à Nantes, la Roumanie dispose en quarts de finale de la France, de la Pologne en demi-finales puis du Portugal en finale, permettant à "Bernie" de remporter sa deuxième couronne européenne par équipes.

### 2020: saison tronquée à cause de la pandémie de Covid-19
En raison de la pandémie de Covid-19, les Championnats d'Europe 2020 ainsi que les Jeux olympiques d'été de 2020, sont reportés à 2021 et les championnats du monde de Busan sont quant à eux annulés.
La Roumaine participe tout de même à quelques Opens en début d'année, puis à la coupe du monde féminine du 8 au 10 novembre où elle s'incline en huitièmes finale face à la chinoise Chen Meng

### 2021:  nouvelle médaille européenne par équipe
En juin, Bernadette Szőcs participe aux Championnats d'Europe 2020 décalés en 2021 à cause de la pandémie de Covid-19.
Elle atteint les seizièmes de finale, battue par Linda Bergstrom après avoir dominé Kornelija Riliskyte au premier tour.
Elle est éliminée en seizièmes de finale du double dames associée à Adina Diaconu et en huitièmes de finale du double mixte associée comme toujours à Ovidiu Ionescu.
Elle prend part en juillet aux Jeux olympiques d'été de 2020 reportés donc en 2021. En simple, la roumaine doit s'incliner dès les seizièmes de finale contre l'américaine Juan Liu. Elle est également éliminée en quart de finale du double mixte et de l'épreuve féminine par équipes.
Elle atteint en septembre les demi-finales du Top 16 européen disputé à  Thessalonique en Grèce défaite de peu par la portugaise Fu Yu (3-4).
Dans la foulée se dispute les Championnats d'Europe par équipes, organisés non loin de sa ville natale (Târgu Mureș), à Cluj-Napoca. La Roumanie et Bernadette Szőcs décroche une nouvelle médaille d'argent battue par l'Allemagne en finale.
Lors des championnats du monde en novembre à Houston, elle atteint les huitièmes de finale battue par	la japonaise Kasumi Ishikawa (0-4). Associée à l'autrichienne Sofia Polcanova, elles sont éliminées en seizièmes de finale du double dames puis, associée à Ovidiu Ionescu, ils s'inclinent en huitièmes de finale du double mixte.

### 2022: premier titre européen en double dames
Elle participe une nouvelle fois en février au  Top 16 européen à Montreux mais s'incline cette fois en quarts de finale face à la pongiste allemande Han Ying.
Aux Championnats d'Europe de Munich en août, après avoir dominé respectivement Zdena Blaskova, Georgina Pota et Ni Xia Lian, elle est défaite par l'autrichienne Sofia Polcanova en quarts de finale de la compétition (2-4).
En compagnie de l'autrichienne Sofia Polcanova, elles deviennent championnes d'Europe du double dames en battant en finale ses compatriotes roumaines Elizabeta Samara et Andreea Dragoman, 3 manches à 0 (18-16, 11-6, 11-9).
Elle décroche également la médaille d'argent du double mixte avec son binôme habituel Ovidiu Ionescu s'inclinant seulement en finale contre la paire française Jia Nan Yuan - Emmanuel Lebesson (1-3).
Lors des championnats du monde par équipes de Chengdu en Chine, la Roumanie de Bernadette Szőcs s'incline en huitièmes de finale contre Hong-Kong.
Elle s'illustre également au WTT Champions Macao (Chine) en battant la championne olympique en titre Chen Meng.

### 2023
De nouveau qualifiée pour le Top 16 européen à Montreux, "Bernie" atteint les quarts de finale battue comme l'an passé par Han Ying.
Aux Championnats du monde organisés à Durban, en Afrique du Sud, elle doit s'incliner en seizièmes de finale contre la taiwanaise Cheng I-ching (1-4).
Avec sa partenaire de double Sofia Polcanova, elles atteignent les quarts de finales, éliminées par les sud-coréennes Jeon Ji-hee et Shin Yu-bin. En double mixte, associée à Ovidiu Ionescu, la paire roumaine est battue en seizièmes de finale par le binôme japonais Miyuu Kihara - Yukiya Uda.
Elle est médaillée d'or en simple dames et par équipes dames et médaillée de bronze en double mixte aux Jeux européens de 2023 avec Ovidiu Ionescu.
Elle élimine Chen Xingtong, alors à la cinquième place mondiale, lors du WTT Champions Macao (Chine). Quelques mois plus tard, elle bat pour la deuxième fois la championne olympique en titre Chen Meng au WTT Champions Frankfurt.

## Classement mondial en fin d'année
| Année  |
| Rang   |
| Points |

| 2011 | 2012 | 2013 | 2014 | 2015 | 2016 | 2017 | 2018  | 2019 | 2020 | 2021 | 2022 |
| 96   | 83 ↗ | 57 ↗ | 69 ↘ | 60 ↗ | 62 ↘ | 41 ↗ | 19 ↗  | 19 - | 26 ↘ | 23 ↗ | 25 ↘ |
| 2107 | 2213 | 2362 | 2361 | 2450 | 2449 | 7090 | 10392 | 7910 | 7260 | 4180 | 915  |

Source : Classement de Bernadette Szőcs sur le site Table Tennis Guide

## Vie personnelle
Bernadette a un frère aîné, Hunor Szőcs, également joueur professionnel roumain de tennis de table.
D'origine hongroise, elle apprend à parler roumain qu'à partir de ses 11 ans grâce à son entraineur Gheorghe Bozga qu'elle considère comme son deuxième père.